# حشره‌خوار درختی کوتوله
حشره‌خوار درختی کوتوله (نام علمی: Tupaia minor) نام یک گونه از تیره حشره‌خوار درختی سنجابی است.     